# Cipolla di Certaldo
La cipolla di Certaldo, presidio Slow Food,  è il nome della cipolla coltivata nel Comune di Certaldo (Provincia di Firenze) e in alcuni comuni limitrofi.

## Storia
(Giovanni Boccaccio, Decameron, VI, 10)

Lo stemma di Certaldo

Nel XII secolo Certaldo era feudo dei Conti Alberti e la cipolla di Certaldo fu raffigurata nello stemma cittadino, uno scudo bipartito bianco e rosso, con la cipolla sulla parte bianca, recante il motto:
Per natura sono forte e dolce ancora
 e piaccio a chi sta e a chi lavora.
(Luigi Passerini Orsini de' Rilli, Le armi dei Municipj toscani , 1864)

## Caratteristiche
Dal gusto dolce e sapido, la cipolla di Certaldo esiste in due tipologie: la "statina", per il consumo fresco, raccolta in primavera-estate e la "vernina", raccolta a fine estate, che può essere conservata. Il colore è rosso chiaro violaceo.
La coltivazione avviene in terreni di medio impasto, con una presenza di argilla non superiore al 30%. L’epoca di raccolta va da maggio ad agosto per la "statina" (cipollotto fresco) e da agosto a settembre per la "vernina".